# Kradibia gestroi
Kradibia gestroi är en stekelart som först beskrevs av Grandi 1916.  Kradibia gestroi ingår i släktet Kradibia och familjen fikonsteklar. Inga underarter finns listade i Catalogue of Life.